# Ulaga (Ilat-Laun)
Ulaga ist ein osttimoresischer Ort im Suco Ilat-Laun (Verwaltungsamt Bobonaro, Gemeinde Bobonaro). Die kleine Siedlung liegt im Südosten der Aldeia Tunero, auf einer Meereshöhe von 814 m, auf dem Westhang des Foho Ilat-Laun (1061 m). Nach Westen fällt das Gelände steil ab. Um den Ort herum befinden sich ein paar kleine Terrassenfelder. Nach Norden führt die Straße zum Dorf Tunero, nach Süden gelangt man nach Atuegas.